# Rivière Jacques-Cartier Nord-Ouest
Pour les articles homonymes, voir Jacques Cartier (homonymie).
La rivière Jacques-Cartier Nord-Ouest est un cours d'eau affluent de la rivière Jacques-Cartier, coulant dans le territoire non organisé de Lac-Jacques-Cartier, dans la municipalité régionale de comté de la La Côte-de-Beaupré, dans la région administrative de la Capitale-Nationale, dans la province de Québec, Canada. Le parcours de la rivière passe notamment dans le parc national de la Jacques-Cartier et la réserve faunique des Laurentides. Le principal plan d'eau est le Petit lac Jacques-Cartier.
La foresterie est la principale activité économique du secteur ; les activités récréo-touristiques, second.
La surface de la rivière Jacques-Cartier Nord-Ouest (sauf les zones de rapides) est généralement gelée de début décembre à fin mars, mais la circulation sécuritaire sur la glace se fait généralement de fin décembre à début mars.

## Géographie
Les principaux bassins versants voisins de la rivière Jacques-Cartier Nord-ouest sont du côté nord : rivière Cavée, rivière aux Écorces du Milieu, rivière Métabetchouane Est. On rencontre du côté est la rivière Jacques-Cartier et la rivière Launière. On voit du côté sud la rivière Cook, la rivière Jacques-Cartier et le Petit lac Jacques-Cartier. Du côté ouest, on rencontre le lac Batiscan et la rivière à Moïse.
La rivière Jacques-Cartier Nord-Ouest a une longueur de 24 km et un bassin versant de 396 km2.
La rivière Jacques-Cartier Nord-Ouest tire sa source au lac Brassoit (longueur : 1,0 km ; altitude : 781 m, situé dans le territoire non organisé du Lac-Jacques-Cartier, dans la municipalité régionale de comté (MRC) La Côte-de-Beaupré. Ce lac reçoit les eaux du côté est de la décharge du Petit lac Brassoit.
À partir de l'embouchure du lac Brassoit, la rivière Jacques-Cartier Nord-Ouest coule sur 41,5 km, avec une dénivellation totale de 441 m. Elle débute par un segment de 3,4 km vers l'ouest en formant une courbe vers le sud pour contourner une montagne, puis une autre courbe vers le nord pour contourner une autre montagne, jusqu'à la rive nord des Lacs Chapleau. Elle bifurque 1,3 km vers le sud en traversant les lacs Chapleau. Elle continue 2,4 km d'abord vers le sud-ouest, puis vers le sud-est, en traversant un premier plan d'eau sur 0,6 km, puis le lac Garant (altitude : 699 m) sur 1,5 km soit sa pleine longueur, jusqu'à son embouchure. Elle coule 3,5 km vers le sud-ouest en traversant le lac Sol et le lac La (altitude : 697 m) sur leur pleine longueur, jusqu'à l'embouchure de ce dernier. Note : Sept lacs de cette zone sont désignés selon la gamme en musique : Do, Ré, Mi, Fa, Sol, La, Si. Elle continue 4,4 km vers le sud-est en traversant subséquemment une série de rapides, le lac Obéron, le lac Titania, le lac du Songe, le lac Boyd (longueur : 1,8 km ressemblant à un croissant difforme ouvert vers le sud ; altitude : 681 m), jusqu'à l'embouchure de ce dernier. Elle continue 2,6 km vers le sud-est, notamment en traversant successivement le lac Viner, le lac James et le lac Verreault, jusqu'à l'embouchure de ce dernier, situé vis-à-vis de la confluence de la rivière Cavée (venant du nord) par l'autre côté de l'île de 0,8 km que contourne la rivière Jacques-Cartier Nord-Ouest.
Passé la rivière Cavée, elle coule 2,7 km vers le sud en traversant le lac Achille (altitude : 673 m) jusqu'à son embouchure. Elle continue 3,5 km vers le sud en traversant cinq séries de rapides, en recueillant la décharge (venant de l'est) des Lacs Bolo et du Cardinal, ainsi que la décharge (venant de l'ouest) des lacs Barbara et Aigrette, puis en bifurquant vers le sud-ouest en fin de segment, jusqu'à la décharge (venant de l'ouest) du Lac Maguire. Elle coule 6,0 km vers le sud-est notamment en traversant le lac Charles-Savary (longueur : 2,5 km soit jusqu'au barrage ; altitude : 651 m) jusqu'à la décharge de la rivière Jacques-Cartier Sud (venant du sud) et qui s’avère la décharge du Petit lac Jacques-Cartier.
Suite à l'embouchure avec la rivière Jacques-Cartier Sud, elle coule 8,6 km vers le nord-est, puis le sud-est, dans une vallée encaissée en traversant neuf séries de rapides, jusqu'à un coude de rivière. Elle coule finalement 3,1 km vers le nord-est dans une vallée encaissée, puis vers le sud en suivant le pied de la montagne, jusqu'à son embouchure. Note : Dans ce dernier segment, le cours de la rivière passe au pied de la paroi de la Cascade qui s'élève à 379 m au-dessus de l'eau.
À partir de la confluence de la rivière Jacques-Cartier Nord-Ouest, le courant coule sur 60,2 km généralement vers le sud par le cours de la rivière Jacques-Cartier jusqu'à la rive nord-ouest du fleuve Saint-Laurent.

## Toponymie
Ce toponyme figure sur une carte régionale de 1943, évoquant le souvenir de Jacques Cartier (1491-1557), navigateur et explorateur né à Saint-Malo en France. Cartier a effectué trois voyages au Canada entre 1534 et 1541. Compagnon probable de Verrazzano en Amérique du Sud, en 1524 et 1528, Cartier s'aventure au Nouveau Monde en 1534, chargé par François Ier de trouver de l'or et un passage vers l'Asie. Au cours de ce premier voyage, il ne dépasse pas l'île d'Anticosti, explore la baie des Chaleurs et le golfe du Saint-Laurent. Lors de son second voyage en 1535, au cours duquel il se rend jusqu'à Hochelaga (Montréal), il hiverne à Stadaconé (Québec). Le 15 août, après avoir laissé la pointe ouest de l'île d'Anticosti, il a connaissance de terres qui demeuraient « devers le su qui est une terre a haultes montaignes à merveilles », ces terres hautes étant celles qui plongent dans la mer alentour des monts Saint-Louis et Saint-Pierre.
En 1541, Cartier, sous les ordres de Jean-François de La Rocque de Roberval, établit la première colonie française en Amérique. Il se fixe sur la rive gauche, à l'embouchure de la rivière du Cap Rouge, où il construit deux forts communiquant entre eux, l'un au bas du promontoire, l'autre au-dessus. Il se rend une deuxième fois à Hochelaga, puis revient à Cap-Rouge où il passe l'hiver. Jacques Cartier quitte la colonie au début du mois de juin 1542, alors que Roberval est en route pour le Canada depuis le milieu d'avril. Les deux hommes se rencontrent à Terre-Neuve à la mi-juin. Invité par Roberval à le suivre à Cap-Rouge, Cartier le délaisse et quitte Terre-Neuve durant la nuit du 18 au 19 juin. Cartier arrive à Saint-Malo, au début de septembre. Cartier doit alors reconnaître que son or trouvé au Canada est de la pyrite de fer et ses diamants, du quartz ou du mica.
Le toponyme « rivière Jacques-Cartier Nord-Ouest » a été officialisé le 5 décembre 1968 à la Banque des noms de lieux de la Commission de toponymie du Québec.